# Conseil représentatif des associations noires
Pour les articles homonymes, voir CRAN.
Le Conseil représentatif des associations noires (CRAN) est une fédération d'associations françaises, dont l'objet est de défendre les populations noires de France, d'origine africaine ou antillaise, contre les discriminations dont elles sont victimes.

## Historique

### Création
Le Conseil représentatif des associations noires est créé le 26 novembre 2005 à l'Assemblée nationale par les délégués d'une soixantaine d'associations regroupant notamment des Africains et des Antillais vivant en France. L'idée d'une telle fédération remonte à un colloque organisé en février 2005 à l'École des hautes études en sciences sociales (EHESS), « Les Noirs en France : anatomie d'un groupe invisible ».
L'ex-porte-parole des Verts Stéphane Pocrain, la députée de Guyane Christiane Taubira, le chanteur camerounais Manu Dibango et l'ancien président de SOS Racisme Fodé Sylla sont présents lors de la constitution du CRAN.
Le premier président est la personnalité politique et le militant associatif Patrick Lozès, qui sera réélu en 2008. 
En 2007, le CRAN compte 1 200 adhérents. En 2009, le CRAN, dont Francis Terquem, l'un des ténors du barreau parisien, est un sympathisant notoire, indique qu'il fédère 120 associations ou fédérations d'associations[source insuffisante].

### Présidence de Patrick Lozès (2005-2011)

#### «États généraux des populations noires» (2006 et 2007)
En avril 2006, le CRAN organise les premiers « États généraux des populations noires », à la Maison de la Mutualité à Paris, en présence de personnalités politiques comme Patrick Devedjian ou Roselyne Bachelot de l'UMP, Patrick Devedjian déclarant qu'il voyait dans le CRAN, « l'espoir d'un très puissant instrument d'intégration et d'amélioration de la situation des Noirs ». 
En avril 2007, une deuxième édition des États généraux est organisée avec la participation du socialiste Dominique Strauss-Kahn qui se prononce en faveur des « statistiques de la diversité » pour mieux évaluer les discriminations pesant sur les minorités visibles,.

#### Dîners annuels
En janvier 2006, sur le modèle du dîner annuel du Conseil représentatif des institutions juives de France (CRIF), le CRAN tient son premier dîner annuel. Plusieurs personnalités politiques sont présentes, dont l'adjointe à la mairie de Paris Clémentine Autain (apparentée communiste) et Stéphane Pocrain. En outre, le secrétaire national des Verts, Yann Wehrling, la secrétaire nationale du PCF, Marie-George Buffet ainsi que la secrétaire générale adjointe de l'UMP, Roselyne Bachelot ont enregistré des messages diffusés au cours de la soirée.

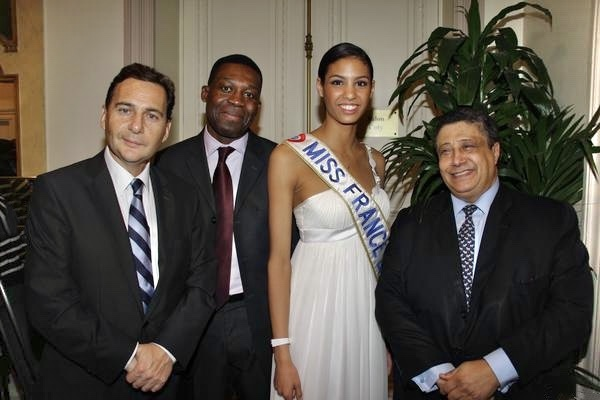
De gauche à droite : Éric Besson, Patrick Lozès, Chloé Mortaud et Yazid Sabeg lors du 4e dîner annuel du CRAN, le 5 février 2009.

En février 2009, le quatrième dîner annuel du CRAN, organisé dans les salons du Cercle républicain, reçoit son invité d'honneur Yazid Sabeg, commissaire à la diversité et à l'égalité des chances. Il accueille les interventions de Yazid Sabeg, Marek Halter, Roger Karoutchi, secrétaire d'État chargé des Relations avec le Parlement, Dominique Paillé, conseiller auprès du président de la République et porte-parole de l'UMP, Éric Besson, ministre de l'Immigration, Sandrine Mazetier, secrétaire nationale à l'immigration du PS, Christophe Caresche, député PS de Paris, et Mickaël Marie, secrétaire national adjoint des Verts.
En 2010, le CRAN invite Bernard Kouchner, ministre des Affaires étrangères et dédie son dîner à Haïti, à la suite du séisme de janvier qui a fait 230 000 morts.

#### Conseil scientifique (2007)
En mars 2007, le CRAN se dote d'un conseil scientifique de vingt membres, placé sous la présidence du sociologue Michel Wieviorka, directeur d'études à l'École des hautes études en sciences sociales (EHESS). Le bureau de ce conseil scientifique est complété par les historiens Elikia M'Bokolo et Pap Ndiaye.

#### Fin du mandat de Patrick Lozès
En 2009, le Tribunal de grande instance interdit aux membres d'un « Directoire du CRAN » de continuer à parler au nom du CRAN et les condamne à 1 500 euros de dommages-intérêts,.
En 2011, Patrick Lozès décide de se présenter à l'élection présidentielle française de 2012, en s'appuyant sur un parti créé dans ce but, « Allez la France » ; il obtient l'approbation du conseil d'administration du CRAN mais il démissionne de la présidence à la demande de Louis-Georges Tin et est remplacé par Claudine Tisserand jusqu'à l'élection de Louis-Georges Tin en novembre pour un mandat de trois ans.
Dans le même temps, une enquête est ouverte sur des mouvements de fonds suspects entre le compte de Patrick Lozès et celui du CRAN, l'un d'entre eux étant jugé régulier par la suite. La nouvelle direction du CRAN accuse également Patrick Lozès d'avoir emporté avec lui certains documents nécessaires au fonctionnement de l'association.

### Présidence de Louis-Georges Tin (2011-2018)

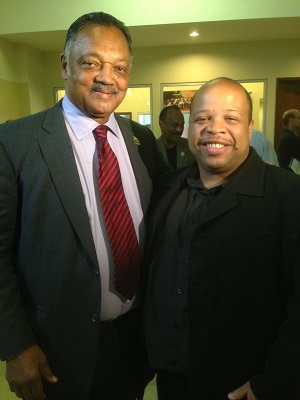
Louis-Georges Tin président du CRAN au congrès organisé par Jesse Jackson à Chicago du 27 juin au 4 juillet 2014.

Louis-Georges Tin, élu le 25 novembre 2011, souhaite donner au CRAN, organisation qui se revendique « antiraciste », une orientation également « anticolonialiste ». Par ailleurs, le CRAN s'ouvre à l'international, et de nouvelles entités liées au CRAN sont créées à l'étranger. 
Ghyslain Vedeux succède à Tin en juin 2018.
L'activité du CRAN doit désormais  être organisée autour de quatre pôles :
1. élections ;
2. discriminations ;
3. réparations ;
4. international.

Cependant, l'organisation connaît de nouveau des turbulences en 2013.

#### Crise de 2013
Le 11 février 2013, Madeira Diallo annonce son élection à la présidence du CRAN. Louis-Georges Tin, alors président du CRAN l'accuse d'un « coup de force » dirigé par Patrick Lozès et saisit en référé le Tribunal de grande instance de Paris, qui, dans une ordonnance du 25 avril, interdit à Madeira Diallo de se présenter comme le président du CRAN. Ce dernier fait appel. Il est condamné aux dépens d'appel, comme l'atteste l'ordonnance du Tribunal de grande instance d'octobre 2014.
Peu après, le 10 mai, journée commémorative de l'abolition de l'esclavage, Louis-Georges Tin annonce que le CRAN porte plainte contre le Caisse des dépôts et consignations pour « avoir profité de l'esclavage ». Le lendemain, il est critiqué par Patrick Lozès, puis, le surlendemain, Madeiro Diallo publie un communiqué affirmant que le Conseil d'administration du CRAN désavoue Louis-Georges Tin. Le 14 mai, Patrick Lozès annonce porter plainte pour dénonciation calomnieuse contre Louis-Georges Tin à la suite de ses déclarations sur l'affaire judiciaire.
Pendant cette crise, Catherine Bris, secrétaire du CRAN et unique salariée, gère l'association au quotidien.

#### La question des discriminations
Le CRAN poursuit son combat contre les discriminations, qu'il s'agisse de défendre les victimes (affaire Alioune Gueye,) ou d'attaquer les auteurs d'actes ou de propos qu'il considère comme racistes envers des Noirs. Ainsi, en 2013, le CRAN saisit le CSA, qui met en garde Nicolas Canteloup après un sketch sur Europe 1. De même, en mai 2014, le CRAN saisit à nouveau le CSA à propos d'une chronique d'Éric Zemmour, et porte plainte contre le journaliste en juillet 2014. Pareillement, le CRAN assigne en justice Anne-Sophie Leclère, ex-candidate FN, après le partage d'une image à caractère raciste sur les réseaux sociaux, visant Christiane Taubira.
Le CRAN continue à se mobiliser contre les violences policières à caractère raciste. En août 2013, Guy Samuel Nyoumsi, vice-président du CRAN, met en cause les autorités policières dans l'affaire de Joué-lès-Tours.
Parallèlement, le CRAN publie des enquêtes fondées sur des statistiques ethniques destinées à révéler le manque de diversité de la société française :
- Parité et Diversité au sein du CAC 40 (en partenariat avec République et Diversité)[32] ;
- Parité et Diversité au sein de la Haute fonction publique (ambassadeurs et préfets), en partenariat avec Banlieue Citoyenne[33].

Enfin, le CRAN fait campagne pour la mise en place d'outils plus performants afin de lutter contre les discriminations systémiques. Le 24 juillet 2013, Louis-Georges Tin publie dans le quotidien Libération un appel signé par de nombreuses organisations pour la mise en place des actions de groupe contre les discriminations, qui permettraient aux personnes discriminées de porter plainte ensemble. Il contacte le député PS Razzy Hammadi, qui rédige alors une proposition de loi sur le sujet, validée par le groupe socialiste de l'Assemblée nationale. En janvier 2015, le Défenseur des Droits, Jacques Toubon se prononce en faveur d'un recours collectif contre les discriminations, rejoignant ainsi un des combats du CRAN. La campagne du CRAN progresse : le 18 février, Christiane Taubira, ministre de la Justice, déclare sa volonté de présenter prochainement au Parlement un projet d'action de groupe s'appliquant à la lutte contre les discriminations et le 3 mars, le Président François Hollande veut rendre « possible » l'action de groupe face aux discriminations,.

#### Interventions dans les débats électoraux
À chaque élection, le CRAN intervient dans le débat public pour lancer des idées[pas clair][réf. nécessaire].
En décembre 2011, en amont de la présidentielle, Louis-Georges Tin lance une campagne sur le vote obligatoire, pour lutter contre la montée de l'abstention, qui concerne en grande partie les personnes les plus défavorisées et notamment des Noirs de France. 
Dans le cadre de la présidentielle, le CRAN participe au « Pacte pour l'égalité et la diversité » coordonné par République et Diversité. Deux cents propositions pour lutter contre « toutes les discriminations » sont rassemblées dans un livre dirigé par Louis-Georges Tin aux éditions Autrement, Le Pacte (2012) envoyé à tous les candidats,.
En amont des élections municipales, le CRAN lance le 3 décembre 2012 avec République et Diversité, un « Baromètre des villes contre le racisme », qui est repris dans plus d'une centaine de médias. Il a pour but de classer les 50 plus grandes villes de France en fonction de leur contribution à la lutte contre le racisme. Peu après, Louis-Georges Tin organise au Sénat, avec la sénatrice EELV Esther Benbassa, un colloque au cours duquel il diffuse un « Guide des bonnes pratiques contre le racisme à l'usage des maires de France ».
Le 3 mars 2015, le CRAN publie une enquête sur la « diversité »[pas clair] au sein de conseils généraux, juste avant le premier tour du 22 mars 2015. Il en ressort que la représentation de ceux qu'ils appellent la « diversité »[pas clair] au sein des conseils généraux se situe autour de 0,5 %, selon eux. Le CRAN, notamment sa porte-parole Thiaba Bruni et son président, Louis-Georges Tin, souhaitent alors la mise en place d'un quota de 10 % réservé aux « minorités ethniques » dans la vie politique française.

#### Activités internationales
La présidence de Louis-Georges Tin est marquée par un engagement croissant du CRAN sur les questions internationales. 
Le CRAN lance aussi plusieurs campagnes dans des pays spécifiques :
- Mauritanie (2013) : pour aborder la question de l'esclavage, une délégation du CRAN se rend en Mauritanie[43], et propose un plan de réparations au gouvernement de Mohamed Ould Abdel Aziz[44].
- Bénin (2013), Louis-Georges Tin et Nicéphore Soglo, ancien président du Bénin, signent une tribune à Paris (Le Monde) et à Cotonou (La Nation), demandant la restitution au Bénin de ce qu'ils nomment « les biens mal acquis de la France »[45].
- Cameroun : (2014)[réf. nécessaire]
- États-Unis : (2014)[46].
- Gabon : en août 2014, Louis-Georges Tin se rend au Gabon pour étudier les conditions de la vie politique dans le pays et critique le déficit de démocratie au Gabon[47]. En février 2015, lors d'une conférence de presse, le CRAN-France et le CRAN-Gabon présentent une plainte contre Gemalto, leader mondial de la sécurité numérique, soupçonné de corruption et mis en cause dans son action de sécurisation des élections au Gabon[48].
- Antigua : en octobre 2014, Louis-Georges Tin se rend à Antigua pour participer au second sommet de la Caricom sur les réparations relatives à l'esclavage[49].
- Burkina Faso : en octobre 2014, le président et le vice-président du CRAN se rendent au Burkina Faso pour rencontrer le président Blaise Compaoré et travailler sur les liens entre l'Afrique et la diaspora[50].

En février 2015, le CRAN reçoit Malaak Shabazz, fille de Malcolm X, militant américain du nationalisme noir, assassiné en 1965, pour le cinquantième anniversaire de la mort de son père.
Du 9 au 11 avril 2015, Louis-Georges Tin se rend à New-York au Sommet international sur les réparations, organisé par Commission américaine pour les réparations et la Commission caribéenne pour les réparations. Ayant initié et créé la Commission européenne pour les réparations, Louis-Georges Tin a conduit la délégation européenne, qui s'est rendue sur place, pour coordonner les stratégies internationales en la matière,.
À la fin du mois d'août 2015, Louis-Georges Tin se rend au Bénin et rencontre le ministre de la Culture Paul Hounkpè et le Premier ministre Lionel Zinsou au sujet de la restitution des trésors volés d'Abomey, dont une partie se trouve au musée du Quai Branly. Pendant ce séjour, le CRAN-Bénin voit le jour et se dote d'un président, Laurent Tonegnikes. Le 22 décembre 2015, Louis-Georges Tin prononce une allocution sur les « biens mal acquis » de l'Occident, devant le groupe africain de l'Unesco.

#### Question des réparations
Sitôt élu, Louis-Georges Tin propose au CRAN de faire une campagne pour les réparations relatives à l'esclavage et à la colonisation. Jean-Marc Ayrault, Premier ministre, répond favorablement à la demande du CRAN, mais François Hollande s'y oppose. Le CRAN décide alors de poursuivre en justice l'État dans un certain nombre d'assignations judiciaires coordonnées par Me Joanes Louis, docteur en droit, et de Me Tamegnon-Hazoume.
Le 10 mai 2013, le CRAN assigne en justice l'État et la Caisse des dépôts et consignations pour exiger la restitution de l'indemnité de 90 millions de francs-or imposée par le royaume de France en échange de l'ordonnance reconnaissant l’indépendance d'Haïti,.
En février 2014, le CRAN assigne en justice l'État et le groupe Spie Batignolles pour crime contre l'humanité dans l'affaire du Congo Océan.
Afin de mieux expliquer l'enjeu, Louis-Georges Tin publie deux livres sur le sujet, Esclavage et réparations, les textes-clés d'hier et d'aujourd'hui" et Esclavage et réparations, comment faire face aux crimes de l'histoire.
Le 27 novembre 2014, peu avant la commémoration du massacre de Thiaroye, le CRAN porte plainte contre l'État français en se fondant sur les travaux d'Armelle Mabon. Le CRAN demande réparation et révision des procès faits aux survivants de ce massacre colonial. Se trouvant à Thiaroye, quelques jours plus tard, François Hollande, qui s'était toujours refusé à toute réparation, annonce qu'il est « venu réparer l'injustice »[réf. nécessaire].
La campagne du CRAN est soutenue de plus en plus largement. Après l'appel du 12 octobre 2012 publié par Louis-Georges Tin dans Le Monde, signé par plusieurs personnalités (Olivier Besancenot, Jack Lang, Eva Joly, Daniel Cohn-Bendit, Edgar Morin et Françoise Vergès), des partis politiques (le NPA, le PCF et EÉLV) et des syndicats (la CGT, Syndicat de la Magistrature) et d'autres associations, s'engageant à leur tour en faveur d'un débat sur les réparations, comme le MRAP, la LDH ou encore la LICRA.
Parallèlement, le CRAN fait campagne pour faire respecter la mémoire de l'esclavage et de la colonisation. Il interpelle Arnaud Montebourg qui fait l'éloge de Colbert,,, lequel est entre autres le préparateur du Code noir, et en mars 2013, oblige la marque Mango à retirer de la vente ses bijoux « style esclave » après une manifestation place du Châtelet. 
En septembre 2014, le CRAN obtient le retrait de « Negro » et « Bamboula », friandises qui avaient été mises en vente dans une chocolaterie à Auxerre,.
Toujours en septembre 2014, le CRAN porte plainte contre la marque Pardon!, à la suite d'inscription racistes sur ses tee-shirts.
Le 27 novembre 2014, le CRAN intente deux actions en justice. L'une pour réhabiliter Antoine Abibou, ancien tirailleur accusé de rébellion en 1944, l'autre auprès du TGI de Paris pour disparition inquiétante ou meurtre, à l'occasion de l'anniversaire des 70 ans du massacre de Thiaroye.
Le 2 mars 2015, le CRAN dénonce des pâtisseries jugées obscènes et racistes, représentant des personnages noirs aux seins généreux ou au sexe démesuré, vendues dans une boulangerie de Grasse et, devant le refus du propriétaire de la boulangerie de modifier ses pâtisseries, saisit la justice. Leur exposition en vitrine est alors interdite à la suite d'une décision du juge des référés du tribunal administratif de Nice, mais leur fabrication et leur vente, autorisée. Le boulanger gagne cependant en appel à la suite d'un recours au Conseil d'État et peut à nouveau exposer ses pâtisseries.

### Présidence de Ghyslain Vedeux (2018-2021) et guerres de succession
Ghyslain Vedeux est élu président le 16 juin 2018, pour un mandat de 3 ans qui court jusqu'au 16 juin 2021. Louis-Georges Tin, son prédécesseur, se présente comme « président d'honneur », titre inexistant jusqu'alors. D’après Ghyslain Vedeux, cette décision, validée en conseil d'administration, n’a pas été entérinée par une assemblée générale. 
En septembre 2019, Ghyslain Vedeux s'engage en politique à Tours aux côtés de Michaël Cortot en vue des élections municipales de mars 2020. Cet engagement politique vaut à Ghyslain Vedeux le lancement d'une procédure de radiation à son encontre, procédure qui échoue, selon une décision de justice mise en ligne sur le site de l'association.
En février 2020, Ghyslain Vedeux dépose une plainte contre Louis-Georges Tin et des membres de son ancienne équipe pour plusieurs manquements graves dont des irrégularités financières dans les comptes de la fédération. Selon Maître Noémie Saïdi-Cottier, l'avocate de Ghyslain Vedeux, « dans un procès verbal, on parle de plus de 10 000 euros de retraits et virements hasardeux, et dans un autre procès verbal, si on fait le calcul, on arrive à plus de 50 000 euros. »
Le 15 juillet 2020, le CRAN de Ghyslain Vedeux décide de radier Louis-Georges Tin et Joanes Louis, et dénonce sur son site les dérives de l'ancien président. Louis-Georges Tin dépose un référé contre Ghyslain Vedeux qui se déclare toujours président, selon un article de Valeurs actuelles. À la fin du mandat de Ghislain Vedeux, Patrick Lozès redevient président en juin 2021. En juillet 2021, à la suite des injures racistes reçues par le joueur de l'équipe de France de football Kylian Mbappé, après son tir au but manqué en coupe du monde, Patrick Lozes saisit la justice.
Le 18 juillet 2020, Lova Rinel Rajoarinelina annonce avoir été élue présidente du CRAN en s'appuyant sur un procès-verbal[réf. nécessaire]. Selon certaines sources de presse, Lova Rinel Rajoarinelina est élue présidente du CRAN en juillet ou août 2020.  Selon La Provence, le Marseillais Nassurdine Haidari lui succède en 2021.

## Prises de position du CRAN
La réforme des concours administratifs, la « question noire », les statistiques ethniques, les attestations de contrôle pour lutter contre le délit de faciès, le vote obligatoire, les actions de groupe contre les discriminations, les réparations liées à l'esclavage et à la colonisation, au fil de toutes ces années, le CRAN a souvent pris des positions fortes qui ont parfois suscité des polémiques.

### La question noire
| |  |  |
| Adresses de la Société des amis des Noirs à l'Assemblée constituante de 1789, en février 1790 et mars 1791. |  |  |

Jusqu'alors, le CAPDIV, Cercle d'action pour la promotion de la diversité, ne parlait que de diversité. Intégrant cette association présidée par Patrick Lozès, Louis-Georges Tin propose que l'on parle des Noirs, en utilisant ce mot. En février 2005, l'EHESS organise un colloque intitulé « Les Noirs en France, anatomie d'une minorité invisible ». Y participent Christiane Taubira, Stéphane Pocrain, Pap Ndiaye, Gilles Manceron. À la fin de cette rencontre, Louis-Georges Tin lance l'idée d'une fédération des Noirs de France.
Lorsque le CRAN est lancé à l'Assemblée quelques mois plus tard, le mot « noir » se retrouve à la « Une » de nombreux médias, provoquant des controverses. Tandis que certains reprochent au CRAN de mettre en avant ce terme qui leur semble problématique, Louis-Georges Tin rappelle que la « question noire » a au moins trois siècles d'histoire en France, comme en témoignent la Société des Amis des Noirs qui comptait Olympe de Gouges, Condorcet, Lafayette et l'abbé Grégoire parmi ses membres, ou encore L'Étudiant noir, la revue lancée dans les années 1930 par Césaire, qui crée avec Senghor et Léon-Gontram Damas le mouvement de la négritude. Le seul moment où les associations noires ont été interdites en France, c'est pendant l'esclavage et sous Vichy.[pertinence contestée]
Pour illustrer la « question noire », le 25 janvier 2007, Patrick Lozès publie un livre intitulé Nous les Noirs de France. La question noire, jusqu'alors taboue, devient l'objet de plusieurs livres, comme celui de Rama Yade en 2007, Noirs de France, celui de Pap Ndiaye, La Condition Noire, ou encore la même année, le documentaire en trois parties de Pascal Blanchard La France noire, trois siècles de présence. 
Les dirigeants du CRAN voient leur action couronnée par la NAACP, National Association for Advancement of Colored People, association américaine dont Martin Luther King fut le porte-parole, qui vient à Paris en 2007 pour leur remettre un prix en raison de leur action pour les Noirs de France.

### Réforme des concours administratifs
Selon le CRAN, les nouveaux migrants et leurs enfants sont discriminés sur le plan culturel à l'entrée dans la fonction publique, en raison d'un trop haut niveau de culture générale demandé pour réussir les concours administratifs[source insuffisante]. Le CRAN propose donc en décembre 2008 que les concours administratifs soient recentrés sur les compétences strictement professionnelles des futurs agents de la fonction publique, notamment ceux des catégories B (intermédiaires) et C (la moins qualifiée), et non sur un niveau de culture générale qui est sans rapport avec les postes qu'ils auront à exercer par la suite, selon l'association.
Cette proposition est reprise en décembre 2008 par le secrétaire d'État à la Fonction publique, André Santini, qui annonce son intention de refonder les concours administratifs dès 2009, en diminuant la part de la culture générale dans les épreuves.
Certains s'opposent vigoureusement à cette proposition. Le journaliste Ivan Rioufol, chroniqueur au Figaro, titre un article « Quand le gouvernement fait l’éloge du décervelage », dénonce un « coup de boutoir porté à la douce France » et « un retour vers les savoirs et la culture élitiste » : « il est urgent que la conscience européenne, qui a porté si haut la civilisation, retrouve « une estime de soi ou une juste fierté » ». Le journaliste littéraire Pierre Assouline explique quant à lui que « ceux qui soutiennent la culture générale dans ce type de concours ne le font dans l’idée de coller un futur pompier sur la bataille de Lépante [...] Il ne s’agit pas de refaire Questions pour un champion mais de posséder un niveau de langue minimum appuyé sur des connaissances [...], de faire lire La Princesse de Clèves pour enrichir notre langue à tous dans les rapports quotidiens entre administrés » ; pour lui, l’enjeu est de « sauver la langue »,.

### Combat pour une meilleure représentation de la diversité ethnique aux élections
Le CRAN se bat pour une meilleure représentation des minorités visibles en France et note une évolution au fil des années.

#### Élections européennes
Avant les élections européennes de 2009, Patrick Lozès dit qu'il y a « une évolution par rapport aux dernières élections mais elle est trop faible pour être significative » en soulignant que ces candidats « issus de la diversité », occupent souvent des positions non-éligibles.

#### Ministères
En 2005, date de création du CRAN, il y a trois ministres sur 33 perçus comme « issus de la diversité », Azouz Begag, Léon Bertrand et Hamlaoui Mekachera, soit 9 % du gouvernement, occupant des postes relativement subalternes. En 2014, dans le gouvernement Valls, ils représentent six ministres sur trente, soit 20 % du gouvernement.

#### Élections législatives
En 2007, à l'occasion des élections législatives, Louis-Georges Tin montre que sur 3 777 candidats présentés dans l'hexagone par l'UMP, le PS, Les Verts, l'UDF-MoDem et le PRG, il n'y en a que 19 qui soient noirs, soit 0,5 %. Après les élections, sur 555 élus de la métropole, deux députés seulement sont « issus de la diversité », Henri Jibrayel et George Pau-Langevin, soit 0,36 % de l'Assemblée nationale.
En juin 2012, Louis-Georges Tin et Thiaba Bruni, porte-parole du CRAN livrent les résultats d'une enquête mesurant le pourcentage de personnes « issues de la diversité » parmi les candidats aux élections législatives. Selon cette étude, les personnes « noires, arabes ou asiatiques » représentent 3,3 % des candidats aux législatives dans l'hexagone. Soit :
- Front de gauche : 2,2 % ;
- EELV : 6,5 % ;
- PS : 3,7 % ;
- MoDem : 6,6 % ;
- UMP : 2,5 % ;
- FN : 0,5 %.

#### Élections municipales
Juste avant les élections de 2008, pour les 254 villes de plus de 30 000 habitants, le CRAN compte 7 % de candidats « de la diversité », dont la moitié est en position d'éligibilité. Le pourcentage est de 6 %, avec moins de 50 % en position d'éligibilité pour les villes de plus de 20 000 habitants.
En mars 2014, avant les élections, le CRAN et République et Diversité dévoilent leur enquête dans les exécutifs des cinquante plus grandes villes de France. Il apparaît que les candidats noirs, arabes ou asiatiques, constituent 9 % de l'ensemble des adjoints de ces villes. Parmi ces cinquante villes, 11 n'ont aucun adjoint « issu de la diversité » et Louis-Georges Tin dénonce des « exécutifs apartheid »,.

#### Élections régionales
Début mars 2015, avant le premier tour des élections des Conseils régionaux renommés en Conseils départementaux, le CRAN publie une enquête qui révèle que sur les 93 conseils généraux sortants étudiés, 83 n'ont aucun élu « de la diversité ».

### Respect de la diversité dans les médias
Dès sa création, le CRAN agit afin de faire respecter la diversité dans les médias. Il s'agit d'abord d'un combat quantitatif. Faisant campagne pour les statistiques de la diversité, le CRAN estime qu'il serait bon que le CSA évalue, chiffres à l'appui, ce qu'il en est de la représentation de la diversité sur les différentes chaînes. À partir de 2009, le CSA accepte d'enquêter sur le sujet, et publie un baromètre de la diversité fondé sur des statistiques ethniques, obligeant les chaînes à mettre en place des mesures concrètes pour évoluer.
En 2010, Patrick Lozès remet au ministre de l'Intérieur, un rapport qui propose que « la présence à l'antenne de la diversité fasse l'objet de contrats d'objectifs annuels, passés entre le CSA et les chaînes, adaptés à chaque chaîne et susceptibles d'entraîner des sanctions financières en cas de manquement ». Il recommande aussi que « le CSA établisse et diffuse, en partenariat avec l'ensemble des associations antiracistes, un Guide des bonnes pratiques pour les médias en matière de diversité ». Le rapport préconise également la mise en place d'un festival des médias de la diversité et demande que « le CNC conditionne ses aides, et notamment l'avance sur recettes, au respect d'un contrat d'objectif en matière de diversité ». Par ailleurs, le CRAN pointe du doigts les dérapages nombreux diffusés sur les chaînes et parvient plus d'une fois à faire sanctionner les auteurs de propos racistes.
- Pascal Sevran : dans son livre, le Privilège des jonquilles, l'animateur de France 3 affirme que « la bite des Noirs est responsable de la famine en Afrique », et il déclare dans la presse le 7 septembre 2006 : « Et alors ? C'est la vérité ! L'Afrique crève de tous les enfants qui y naissent sans que leurs parents aient les moyens de les nourrir. Je ne suis pas le seul à le dire. Il faudrait stériliser la moitié de la planète ! ». Patrick Lozès répond en affirmant que « Pascal Sevran réactive les stéréotypes les plus abjects. Ce sont des propos que nous n'avons plus l'habitude d'entendre à l'extrême droite (...) C'est le retour d'un eugénisme racial. »[112]. Louis-Georges Tin, porte-parole du CRAN, organise à cette occasion un rassemblement devant le siège de France Télévisions qui fait la une de Libération. Sur le moment, France Télévisions refuse de licencier l'animateur, mais quelques mois plus tard, son contrat n'est pas reconduit. Le CRAN retire sa plainte, d'autant que Patrick de Carolis, PDG de France Télévisions, accepte d'introduire dans les contrats d'animateurs, une clause éthique, permettant de rompre plus facilement lorsque des propos inacceptables sont tenus par eux[113].

- Robert Ménard : en juin 2012, Louis-Georges Tin est invité dans l'émission de Robert Ménard sur I>télé, Ménard sans interdit. Au cours de cet entretien houleux, face à Robert Ménard qui critique les quotas, Louis-Georges Tin tance son interlocuteur en déclarant : « je crois que le quota de Ménard est dépassé ». Quelques jours plus tard, l'animateur est écarté d'I>télé.

- Éric Zemmour : après les propos tenus le 6 mars 2010 sur I>télé et sur France Ô par le chroniqueur[114] qu'il considère comme discriminatoires, le CRAN interpelle ces chaînes et demande sa révocation[115].      accuse le CRAN de maccarthysme[116], mais il n'en est pas moins mis en garde par le CSA, cité à comparaître par plusieurs associations, et condamné par le tribunal pour incitation à la haine raciale[117]. Il n'est pas licencié par le service public, mais quelques mois plus tard, son contrat avec France Télévisions, notamment avec Laurent Ruquier sur France 2 et sur France Ô, n'est pas reconduit.

Le 6 mai 2014, Éric Zemmour prononce sur RTL, une chronique dans laquelle il affirme que « les grandes invasions d'après la chute de Rome sont désormais remplacées par des bandes de Tchétchènes, de Roms, de Kosovars, de Maghrébins, d'Africains, qui dévalisent, violentent ou dépouillent ». Dans ces conditions, pour lutter contre la criminalité, il affirme que la solution, ce sont « les sociétés homogènes ». Selon Louis-Georges Tin, Éric Zemmour appelle à mettre en place « ce qu'en d'autres lieux on appellerait une politique de purification ethnique ».
Saisi par le CRAN, le CSA met en garde fermement Éric Zemmour et RTL à la fois. En l'absence de réaction de RTL, et compte tenu de l'attitude d'Éric Zemmour qui maintient ses propos, Louis-Georges Tin décide d'attaquer en justice. Zemmour est relaxé en septembre 2015 par le tribunal correctionnel de Paris. Le parquet a fait appel. La cour d'appel a confirmé la relaxe le 22 juin 2016.
Le 18 décembre 2014, des associations antiracistes, dont le CRAN, après les propos d’Éric Zemmour sur les musulmans, annoncent des actions en justice et font pression sur les médias afin qu'ils cessent leurs collaborations avec le journaliste.

### Le vote obligatoire
En décembre 2011, dans le cadre de la campagne pour la présidentielle, Louis-Georges Tin lance une campagne sur le vote obligatoire. Il publie un sondage TNS Sofrès-le CRAN qui fait apparaître que 57 % des questionnés sont favorables au vote obligatoire,. 
Le 14 décembre 2011, Louis-Georges Tin publie avec Michel Wieviorka, président du conseil scientifique du CRAN, une tribune dans Le Monde, « Vive le vote obligatoire ». Tous deux déclarent que le vote obligatoire a « déjà fait l'objet de propositions de loi qui sont restées sans suite. Et on l'ignore souvent, mais il existe en France... pour les sénatoriales. N'est-il pas amusant que le vote obligatoire ait été institué dans notre pays uniquement pour l'élection la plus "élitiste", celle à laquelle les citoyens ne participent pas directement ? La loi oblige les "grands" électeurs à voter pour les sénatoriales, ne pourrait-elle obliger les "petits" électeurs, eux aussi à voter pour les autres élections ? Depuis peu, l'inscription sur les listes électorales est une obligation. Il faut aller plus loin : le vote, lui aussi doit devenir une obligation ».

### Contrôles au faciès
En 2008, le CRAN réalise une enquête avec l'institut de sondage CSA qui démontre la réalité des contrôles au faciès[réf. nécessaire]. 
Le 12 janvier 2009, le CRAN organise une opération dans les rues de Paris, avec un sosie de Barack Obama, se faisant contrôler. La même année, le CRAN organise un colloque pour lancer en France l'idée des attestations de contrôle qui, au Royaume-Uni, aux États-Unis et en Espagne, ont permis de faire chuter les contrôles inutiles et apaisé le climat social[réf. nécessaire].
Le secrétaire général de l'UNSA Police, Michel Guerlavais et Pierre Marco, soutiennent la campagne du CRAN. « Comme on nous demande de faire du chiffre, on va souvent au plus facile et le plus facile, c'est le contrôle au faciès », reconnaît Pierre Marco.
En 2011, se crée le Collectif Stop contrôle au faciès, qui poursuit cette initiative.

### Actions de groupe
Pour la campagne présidentielle de 2012, Louis-Georges Tin met en place le « Pacte pour l'égalité et la diversité », rassemblant 200 propositions, toutes discriminations confondues. Parmi les mesures-phares, figurent les actions de groupe contre les discriminations. Selon Louis-Georges Tin « le principe du recours collectif est simple : l'union fait la force. Les personnes discriminées sont souvent isolées et se retrouvent confrontées à une structure puissante, le combat est inégal. Mais si elles peuvent agir de concert, elles auront moins peur de se mobiliser, elles auront plus d'argent pour engager une procédure, plus d'éléments de preuves devant le tribunal du fait du grand nombre de cas similaires présentés au même juge, plus de chances par conséquent d'obtenir gain de cause. Bref, le recours collectif fera progresser la justice et l'égalité ».
François Hollande s'engage à mettre en place cette mesure, mais le gouvernement se concentre sur la consommation, laissant la discrimination de côté. Louis-Georges Tin contacte alors Razzi Hammadi, député PS, et ils rédigent ensemble une proposition de loi, soutenue par l'ensemble du groupe socialiste. Parallèlement, Esther Benbassa, sénatrice EELV, relaye la campagne du CRAN, et rédige elle aussi une proposition de loi.
En décembre 2013, mandatée par le gouvernement, Laurence Pécaud-Rivolier remet à Christiane Taubira, un rapport sur les actions de groupe contre les discriminations, qui confirme la nécessité de mettre en place le dispositif, mais qui exclut les associations de l'accès aux actions de groupe, qui limite le recours au domaine du travail et qui écarte toute réparation.
Le 27 janvier 2015, le Défenseur des Droits s'est dit favorable à un recours collectif exercé par des particuliers victimes de discriminations, rejoignant ainsi l'idée du CRAN.
La campagne du CRAN aboutit le 3 mars 2015 à un entretien accordé au journal Le Parisien par le président François Hollande, qui se dit favorable à l'action de groupe face aux discriminations.
Le 10 juin 2015, le député de Seine-Saint-Denis, Razzy Hammadi, présente une proposition de loi sur les actions de groupe contre les discriminations à l'Assemblée nationale ; elle est adoptée en première lecture. Il rappelle que le CRAN est à l'origine de cette future loi.

### Statistiques de la diversité
Afin de mesurer la population noire, le CRAN, le 31 janvier 2007, lance une campagne pour la mise en place en France de « statistiques de la diversité », calculées sur une base « autodéclarative, facultative, anonyme et sans constitution de fichiers », basées sur le « ressenti d'appartenance ». Cette enquête est réalisée par TNS Sofrès.
En février 2007, une tribune signée notamment par le sociologue Jean-François Amadieu, l'historien Patrick Weil et le président de SOS Racisme Dominique Sopo s'oppose aux statistiques proposées par le CRAN : « pour évaluer les discriminations en raison des origines et pour mesurer les progrès réalisés, il faut disposer de données statistiques [mais] les informations actuellement disponibles permettent [déjà] de constituer de telles données ». 
En réponse paraît en mars 2007 une pétition en faveur des statistiques de la diversité, lancée par un groupe de chercheurs en sciences sociales, dont Éric Fassin, Nonna Mayer et Laurent Mucchielli.
En octobre 2007, en partenariat avec l'Institut national de l'audiovisuel (INA) et le Centre d'intervention sociologiques, CNRS-EHESS, le conseil scientifique du CRAN organise le premier colloque sur le sujet : « Statistiques de la diversité, une question majeure, la représentation de la diversité développée selon une triple approche », « Passé-présent », « Faire des statistiques », et « Logement-Entreprise-École-Médias ». Dans sa déclaration, le président du conseil scientifique du CRAN, Michel Wieviorka, estime que « le CRAN a suscité un débat où se sont opposés, en termes parfois très polémiques, tenants et adversaires des statistiques ethniques ».
Bien qu'on dise souvent qu'elles sont interdites, les statistiques « ethniques » sont tout à fait légales en France. Depuis lors, le CRAN a réalisé de nombreuses autres enquêtes de ce genre pour évaluer la représentation de la diversité à l'Assemblée, parmi les préfets et les ambassadeurs, dans le CAC 40, etc. Le CSA publie chaque année depuis 2009, un baromètre de la diversité, comptant le nombre de personnes, noires, arabes, asiatiques ou blanches, visibles sur les écrans. S'appuyant sur les statistiques de la diversité le CRAN et le CNRS tentent de démontrer la réalité du contrôle au faciès et de trouver des solutions concrètes[source insuffisante].

### Réparations sur l'esclavage
En mai 2015, le CRAN assigne en justice Ernest-Antoine Seillière pour « crime contre l'humanité et recel de crime contre l'humanité », celui-ci ayant parmi ses ascendants la famille Seillière de Laborde, propriétaire de vaisseaux négriers. Le conseil est alors vivement critiqué car cela laisse à penser qu'une personne n'est pas seulement responsable de ses actes, mais aussi de ceux de toute sa famille, y compris plusieurs siècles plus tôt - actes jugés selon les valeurs d'aujourd'hui : plusieurs historiens et défenseurs des droits de l'homme[Qui ?] s'élèvent contre ce point de vue.[réf. nécessaire]

### Lutte contre l'islamophobie
En mars 2021, le CRAN dénonce avec d'autres associations "l'islamophobie française " auprès de la Commission européenne, signant une lettre adressée à sa présidente Ursula von der Leyen dans laquelle on lui demande d'agir contre les "lois islamophobes françaises".

## Idées
Réfutant tout engagement partisan mais se positionnant « dans le combat contre les discriminations et pour le devoir de mémoire », le CRAN se veut, selon son président en 2005, « un reflet des couleurs de la France ».
Pour le CRAN, il n'existe ni « race », ni « ethnie » ni « communauté » noire en France : l'organisation refuse donc l'utilisation des termes « statistiques ethniques » ou « statistiques ethno-raciales » et prétend s'opposer résolument à toute forme de communautarisme « Immigration, intégration et représentation des minorités : forum avec Patrick Lozès » sur le site officiel de l'hebdomadaire Le Nouvel Observateur, 17 janvier 2006.
Constitué sur le modèle de la National Association for the Advancement of Colored People (association nationale pour l'avancement des gens de couleur) aux États-Unis, le CRAN se dit ouvert à toutes les personnes désireuses de lutter contre les discriminations en France, quelles que soient leurs croyances, leur religion, leur genre, leur sexualité, ou leur couleur de peau. 
Le CRAN s'inspire d'un extrait de lettre envoyée par Albert Einstein à l'intellectuel noir W. E. B. Du Bois en octobre 1931, et que le mouvement reproduit sur la page d'accueil de son ancien site Web, lecran.org, qui n'existe plus depuis 2012 :

« Cela semble un fait universel que les minorités, en particulier les minorités qui sont reconnaissables à cause de leurs différences physiques, sont traitées par les majorités comme des classes inférieures. Mais le plus tragique, cependant, ce ne sont pas les désavantages économiques et sociaux que subissent automatiquement les minorités, mais le fait qu'elles intériorisent les préjugés de la majorité, et qu'elles finissent par se considérer elles-mêmes comme inférieures. On peut lutter contre ce mal terrible par l'union et l'éducation des consciences au sein des minorités, qui leur permet d'aller vers l'émancipation. L'effort résolu des Noirs américains dans ce sens mérite toute notre reconnaissance et toute notre aide. »

— Albert Einstein dans une lettre envoyée à W. E. B. Du Bois le 29 octobre 1931

## Critiques
Le journaliste Éric Zemmour mis en cause à plusieurs reprises par le CRAN estime en 2014 qu'il « regroupe toutes ces associations qui vivent grassement des subventions publiques et que Manuel Valls, qui est à la recherche d'économies, ferait bien de supprimer ».
En mars 2019, le CRAN appelle au boycott de la pièce Les Suppliantes, d’Eschyle présentée à la Sorbonne, auquel s'ajoutent des actions de blocage et des critiques par des activistes se réclamant de l’antiracisme (Ligue de défense noire africaine, Brigade anti-négrophobie) et par l'UNEF. La raison de ses critiques est le fait que les actrices qui interprètent les Danaïdes (des Égyptiennes dans la pièce) ont le visage grimé en sombre et portent des masques cuivrés. Ce maquillage est assimilé par les activistes antiracistes à la pratique du blackface. Des personnalités du monde de la culture ont qualifié ces attaques de « logique de censure intégriste et identitaire ». Les ministres de l'Enseignement supérieur et de la Culture ont « condamné fermement cette atteinte sans précédent à la liberté d'expression ». Le président du CRAN Ghyslain Vedeux répondra à ces critiques dans un article publié dans Le Monde du 24 avril 2019, notant que le CRAN n'a ni participé au blocage, ni à la censure de la pièce qui devait se jouer à la Sorbonne et rappelant l'histoire du blackface et le contexte dans lequel a été fait cet appel au boycott.